# Allenrolfea
Allenrolfea is een geslacht uit de amarantenfamilie (Amaranthaceae). De soorten uit het geslacht komen voor in het westelijke en centrale deel van de Verenigde Staten, in Mexico en in Argentinië.

## Soorten
- Allenrolfea occidentalis (S.Watson) Kuntze
- Allenrolfea patagonica (Moq.) Kuntze
- Allenrolfea vaginata (Griseb.) Kuntze

... · 
Achyranthes · 
Aerva ·
Alternanthera ·
Amaranthus (Amarant) · 
Atriplex (Melde) · 
Axyris · 
Bassia (Zoutkruid) · 
Beta (Biet) · 
Blitum (Spiesganzenvoet) · 
Celosia · 
Chenopodium (Ganzenvoet) · 
Corispermum (Vlieszaad) · 
Dysphania · 
Halimione (Zoutmelde) · 
Halocnemum · 
Halothamnus · 
Haloxylon · 
Kochia · 
Krascheninnikovia · 
Polycnemum (Knarkruid) · 
Patellifolia · 
Ptilotus · 
Pupalia ·
Salicornia (Zeekraal) · 
Salsola (Loogkruid) · 
Spinacia · 
Suaeda · 
Traganum · 
...